# Nathan Ralph
Nathan Ralph, all'anagrafe Nathanael Anthony Ralph (Great Dunmow, 14 febbraio 1993) è un calciatore inglese, difensore o centrocampista del Southend Utd.

## Carriera
Ha giocato nelle giovanili di Ipswich Town e Peterborough Utd, venendo poi aggregato alla prima squadra di quest'ultimo club, con cui comunque non ha mai esordito; nella seconda metà della stagione 2011-2012 gioca in prestito nella quinta divisione inglese al Kettering Town, dove disputa 14 partite di campionato. Nell'estate del 2012 passa in terza divisione allo Yeovil Town: qui, con una rete in 14 presenze, contribuisce alla conquista di una promozione in seconda divisione, categoria in cui milita nella stagione 2013-2014, conclusa con una immediata retrocessione in terza divisione e nella quale non scende mai in campo in partite di campionato; gioca poi ulteriori 10 partite in terza divisione nella stagione 2014-2015, per poi trasferirsi in quarta divisione ai gallesi del Newport County, che nel gennaio del 2016, senza mai averlo impiegato in partite ufficiali, lo cedono in prestito in quinta divisione all'Aldershot Town, per poi una volta terminato il prestito non rinnovare il suo contratto in scadenza.
Dal 2016 al 2018 gioca stabilmente da titolare nella quinta divisione inglese con il Woking (63 presenze ed un gol nell'arco di due stagioni), per poi nella stagione 2018-2019 realizzare una rete in 26 presenze nella prima divisione scozzese con la maglia del Dundee. Passa quindi nella terza divisione inglese al Southend Utd, con cui in due anni subisce due retrocessioni consecutive, per poi continuare a giocare nel club anche in quinta divisione dal 2021 in poi.